# Косенівська сільська рада (Уманський район)
Косе́нівська сільська́ ра́да — адміністративно-територіальна одиниця та орган місцевого самоврядування в Уманському районі Черкаської області. Адміністративний центр — село Косенівка.

## Загальні відомості
- Населення ради: 1 089 осіб (станом на 2001 рік)

## Історія
05.02.1965 Указом Президії Верховної Ради Української РСР передано Косенівську сільраду до складу Уманського району.

## Населені пункти
Сільській раді були підпорядковані населені пункти:
- с. Косенівка

## Склад ради
Рада складалася з 12 депутатів та голови.
- Голова ради: Гончарук Ярослав Олексійович
- Секретар ради: Ужевенко Неля Андріївна

### Керівний склад попередніх скликань
| Прізвище, ім'я, по батькові  | Основні відомості                                                                       | Дата обрання | Дата звільнення |
| ---------------------------- | --------------------------------------------------------------------------------------- | ------------ | --------------- |
| Лесько Ігор Анатолійович     | Сільський голова, 1978 року народження, безпартійний                                    | 26.03.2006   | 31.10.2010      |
| Гончарук Ярослав Олексійович | Сільський голова, 1980 року народження, освіта середня спеціальна, член Партії регіонів | 31.10.2010   |                 |

Примітка: таблиця складена за даними сайту Верховної Ради України

### Депутати
За результатами місцевих виборів 2010 року депутатами ради стали:

#### За суб'єктами висування
| Суб'єкт висування           | Кількість обраних депутатів | %    |
| --------------------------- | --------------------------- | ---- |
| Партія регіонів             | 9                           | 75   |
| Самовисування               | 2                           | 16,7 |
| Комуністична партія України | 1                           | 8,3  |

#### За округами
| № округу                    | Прізвище, ім'я, по батькові  | Дата визнання обраним | Освіта             | Партійна приналежність            | Відомості про обраного депутата              |
| --------------------------- | ---------------------------- | --------------------- | ------------------ | --------------------------------- | -------------------------------------------- |
| Комуністична партія України |                              |                       |                    |                                   |                                              |
| 12                          | Терезюк Федір Миколайович    | 03.11.2010            | середня спеціальна | член Комуністичної партії України | Грінком-Центр, механізатор                   |
| Партія регіонів             |                              |                       |                    |                                   |                                              |
| 2                           | Гончарук Андрій Петрович     | 03.11.2010            | середня спеціальна | член Партії регіонів              | Косенівська сільська рада, бухгалтер         |
| 3                           | Козін Оксана Валеріївна      | 03.11.2010            | середня спеціальна | член Партії регіонів              | Косенівський НВК, помічник вихователя        |
| 4                           | Кузьменко Людмила Іванівна   | 03.11.2010            | вища               | член Партії регіонів              | Косенівський НВК, вчитель                    |
| 5                           | Горбань Лариса Петрівна      | 03.11.2010            | середня            | член Партії регіонів              | тимчасово не працює                          |
| 6                           | Хуторянська Олена Миколаївна | 03.11.2010            | вища               | член Партії регіонів              | Косенівський НВК, вчитель                    |
| 7                           | Лесько Раїса Андріївна       | 03.11.2010            | середня спеціальна | член Партії регіонів              | УФПО, продавець                              |
| 8                           | Мельник Олександр Степанович | 03.11.2010            | середня            | член Партії регіонів              | тимчасово не працює                          |
| 9                           | Бурехіна Ірина Василівна     | 03.11.2010            | вища               | член Партії регіонів              | Косенівський НВК, вчитель                    |
| 10                          | Устілас Надія Миколаївна     | 03.11.2010            | середня            | член Партії регіонів              | Косенівська сільська бібліотека, завідувачка |
| Самовисування               |                              |                       |                    |                                   |                                              |
| 1                           | Бурлаченко Юрій Іванович     | 03.11.2010            | вища               | член Комуністичної партії України | пенсіонер                                    |
| 11                          | Ужевенко Неля Андріївна      | 03.11.2010            | середня            | позапартійна                      | Косенівська сільська рада, секретар          |